# Cerodirphia fuliginosa
Cerodirphia fuliginosa är en fjärilsart som beskrevs av Eugène Louis Bouvier 1930. Cerodirphia fuliginosa ingår i släktet Cerodirphia och familjen påfågelsspinnare. Inga underarter finns listade i Catalogue of Life.